# Seznam biskupů a arcibiskupů filadelfských
Biskupství filadelfské bylo založeno v roce 1808, v roce 1875 pak bylo povýšeno na arcibiskupství a metropolitní stolec církevní provincie Pensylvánie. Zde je seznam biskupů a arcibiskupů, kteří seděli na (arci)biskupském stolci od jeho zřízení až po dnešek.

## Biskupové
1. Michael Francis Egan (1808–1814)
2. Henry Conwell (1819–1842, od 1830 pouze formálně)
3. Francis Patrick Kenrick (biskup-koadjutor od 1830, 1842–1851, poté arcibiskup baltimorský)
4. sv. Jan Nepomucký Neumann (1852–1860)

## Arcibiskupové
1. James Frederick Bryan Wood (biskup-koadjutor od 1857, 1860–1883, arcibiskup od 1875)
2. Patrick John Ryan (předtím arcibiskup-koadjutor arcidiecéze Saint Louis, 1884–1911)
3. Edmond Francis Prendergast (pomocný biskup od 1895, 1911–1918)
4. Dennis Joseph kardinál Dougherty (předtím biskup buffalský, 1918–1951, kardinál od roku 1921)
5. John Francis kardinál O'Hara (předtím biskup buffalský, 1951–1960, kardinál od roku 1958)
6. John Joseph kardinál Krol (předtím pomocný biskup clevelandské diecéze, 1961–1988, kardinál od roku 1967, zemřel 1996)
7. Anthony Joseph kardinál Bevilacqua (předtím pomocný biskup pittsburské diecéze, 1988–2003, kardinál od roku 1991, emeritní arcibiskup od 2003)
8. Justin Francis kardinál Rigali (předtím arcibiskup ze Saint Louis, 2003–2011, kardinál od roku 2003)
9. Charles Joseph Chaput (předtím arcibiskup z Denveru, od roku 2011)